# Edward Kinderman
Edward Kinderman (ur. 1934 w Warszawie, zm. 16 kwietnia 2012) – polski kierowca wyścigowy i wyścigów górskich, dwukrotny wyścigowy mistrz Polski, konstruktor prototypów serii EK, pilot rajdowy.

## Biografia
Karierę rozpoczynał w 1960 roku w kartingu. W WSMP zadebiutował w 1965 roku. W latach 1970–1971 pełnił funkcję rajdowego pilota Zbigniewa Baranowskiego i Jana Tagowskiego. W 1983 roku stworzył samochód o nazwie EK 83, a dwa lata później inny pojazd, nazwany EK 85. W latach 1984–1985 został mistrzem Polski w grupie 5.